# تروفيج أوماغ 2017
تروفيج أوماغ 2017 (بالفرنسية: Umag Trophy 2017)‏ هو سباق دراجات هوائية، وهو الموسم رقم 5 من نفس السباق، وأقيم في 1 مارس 2017، وامتدّ لمسافة 161 كيلومتر، وهو أحد سباقات طواف أوروبا للدراجات 2017، وقد شارك في السباق 176 متسابقاً ووصل إلى نهايته 164 متسابقاً.
فاز فيه بالمركز الأول Rok Korošec ‏، وبالمركز الثاني فيليبو فورتين، وبالمركز الثالث اليكس فريم.

## الفرق
| فرق قارية (21)- Team Ljubljana Gusto Santic ‏ - Sportland Niederösterreich ‏ - فريق تيرول كيه تي إم للدراجات ‏ - JLT–Condor ‏ - Team Waoo ‏ - إلكوف كاسبر ‏ - Team Giant–Castelli ‏ - LKT Team Brandenburg ‏ - فورارلبرغ 2017 ‏ - Rad-Net Oßwald ‏ - توركو سيكارسبوش 2017 ‏ - Synergy Baku Cycling Project ‏ - Kamen Pazin ‏ - CK Příbram Fany Gastro ‏ - Development Team DSM–Firmenich PostNL ‏ - Team Bridgestone Cycling ‏ - Team Felt–Felbermayr ‏ - Team Heizomat ‏ - Mazowsze Serce Polski ‏ - مينسك سي سي 2017 ‏ - Staki–Technorama ‏ |  |
| |  |

## التصنيف العام النهائي
| التصنيف العام | التصنيف العام              | التصنيف العام | التصنيف العام   | التصنيف العام |        |
| الدراج        | الدراج                     | البلد         | الفريق          | الوقت         | السرعة |
| ------------- | -------------------------- | ------------- | --------------- | ------------- | ------ |
| 1.            | Rok Korošec ‏               | سلوفينيا      | Amplatz-BMC     | 3 س 36 د 16 ث |        |
| 2.            | فيليبو فورتين              | إيطاليا       | Tirol           | + 0 ث         |        |
| 3.            | اليكس فريم                 | نيوزيلندا     | JLT Condor      | + 0 ث         |        |
| 4.            | Michael Carbel Svendgaard ‏ | الدنمارك      | VéloCONCEPT     | + 0 ث         |        |
| 5.            | Žiga Jerman ‏               | سلوفينيا      | Rog-Ljubljana   | + 0 ث         |        |
| 6.            | Alois Kaňkovský ‏           | التشيك        | Elkov-Author    | + 0 ث         |        |
| 7.            | Konrad Geßner ‏             | ألمانيا       | Rad-net Rose    | + 0 ث         |        |
| 8.            | Aske Vorre Louring ‏        | الدنمارك      | Giant-Castelli  | + 0 ث         |        |
| 9.            | Gabriele Bonechi ‏          | إيطاليا       |                 |               |        |
| 10.           | روبرت كيسلر                | ألمانيا       | LKT Brandenburg | + 0 ث         |        |

## وصلات خارجية
- تروفيج أوماغ 2017 على موقع إحصائيات الدراجات الإحترافية (الإنجليزية)
- تروفيج أوماغ 2017 في موقع Cycling Archives سايكلنج أركايفز